# Adam Bachleda-Curuś (wojskowy)
Adam Andrzej Bachleda-Curuś (ur. 7 listopada 1920 w Zakopanem, zm. 18 maja 1944 w Casamassima) – polski wojskowy, podporucznik, żołnierz sił specjalnych na Zachodzie.

## Życiorys
Jego ojcem był Adam (1889–1942, właściciel pensjonatu „Wersal” przy ul. Kościuszki 10a, ofiara KL Auschwitz) oraz Bronisława de domo Cudzich-Koszarek (1896–1943, również ofiara KL Auschwitz). Rodzina mieszkała przy Krupówkach 29. Uczył się w szkole publicznej w Zakopanem, a następnie, od 1931 w zakopiańskich: Państwowym Gimnazjum, Państwowym Gimnazjum Ogólnokształcącym i Liceum. Maturę zdał 5 czerwca 1939.
Po napaści Niemiec na Polskę zgłosił się jako ochotnik do dowodzonego przez prof. Józefa Oczkę oddziału Przysposobienia Wojskowego. Formacja wycofała się do Tłumacza, gdzie, po napaści sowieckiej na Polskę, dostał się do niewoli sowietów 19 września 1939. Był przetrzymywany w Wołoczyskach, skąd został zwolniony w listopadzie 1939. Wrócił do Zakopanego, gdzie aresztowało go gestapo i uwięziło w swojej siedzibie „Palace”. Pobito go, ale następnie zwolniono 24 grudnia 1939 (inne źródła mówią, że zbiegł). Przez Tatry, Słowację, Węgry, Jugosławię oraz Włochy dostał się do Francji, gdzie wstąpił do Wojska Polskiego. W 1940, przez Hiszpanię i Portugalię, przedostał się do Wielkiej Brytanii, gdzie został żołnierzem 1 Samodzielnej Kompanii Commando (siły specjalne). Po wszechstronnym przeszkoleniu przerzucono go drogą morską, przez Algierię i Maltę, do południowych Włoch, gdzie wylądował w grudniu 1943. Brał udział w krwawych walkach w rejonie Pescopennataro i rzeki Garigliano. 1 marca 1944 został podporucznikiem i dowódcą kompanii. 5 czerwca 1944 otrzymał Krzyż Walecznych, który wręczył mu generał Kazimierz Sosnkowski cztery dni później, w Bolano. Uczestniczył w bitwie o Monte Cassino, gdzie 17 maja 1944 został ciężko ranny w głowę odłamkiem moździerzowym. Przewieziono go do szpitala w Casamassima, gdzie zmarł, nie odzyskawszy przytomności. Pochowano go w Casamassima, na tamtejszym cmentarzu wojennym. Pośmiertnie otrzymał Krzyż Orderu Virtuti Militari V klasy (nr 11236). Uhonorowano go również: Krzyżem Walecznych, Srebrnym Pierścieniem za walkę nad Gargiliano, Krzyżem Pamiątkowym Monte Cassino, Gwiazdą Italii, Gwiazdą za wojnę 1939–1945.

## Życie prywatne
Miał dwóch braci: Eugeniusza (1916– 1944, ofiara KL Auschwitz) i Tadeusza (1925–2012). W KL Mauthausen Niemcy zamordowali jego stryja, Jana Bachledę-Curusia.

## Upamiętnienie
Na elewacji kościoła Świętej Rodziny w  Zakopanem odsłonięto 15 lipca 1992 tablicę pamiątkową ku jego czci. Jest też patronem 10. Drużyny Harcerzy „Commando” w Skawinie.